# University (Carolina del Norte)
University (anteriormente, Glenn) es un área no incorporada ubicada del condado de Orange en el estado estadounidense de Carolina del Norte.